# Astronomija u 578.
◄◄ | ◄ | 575. | 576. | 577. | 578.  | 579. | 580. | 581. | ► | ►►
Astronomija • Književnost • Kršćanstvo • Pravo • Promet
Astronomija u 578.

## Astronomske pojave
- Merkur je okultirao Mars. Iduća će put Merkur okultirati Mars tek 2079. godine.

## Vanjske poveznice
|  | Zajednički poslužitelj ima još gradiva o temi Astronomija u 578. |